# Gabriel Misehouy
Gabriel Osei Misehouy (Ámsterdam, 18 de julio de 2005) es un futbolista neerlandés que juega de delantero en el Aris Salónica F. C. de la Superliga de Grecia.

## Trayectoria
Canterano de la OSV y del Ajax de Ámsterdam, se abrió camino en las reservas del Ajax y fue su capitán en el equipo sub-17. Firmó su primer contrato profesional con el Ajax en septiembre de 2021. Debutó como profesional con el Jong Ajax en una derrota por 3-1 en la Eerste Divisie ante el Almere City FC el 21 de febrero de 2022, entrando como suplente en el minuto 79.
El 10 de julio de 2024, tras haber quedado libre, fichó por el Girona F. C. para las siguientes cuatro temporadas. En la primera de ellas participó en once encuentros, en los que marcó un gol al Real Betis Balompié en la primera jornada del campeonato liguero, y en la segunda fue cedido al Aris Salónica F. C.

## Vida personal
Nacido en los Países Bajos, es de ascendencia ghanesa. Es internacional juvenil con los Países Bajos.

## Estadísticas

### Clubes
Actualizado al último partido disputado el 30 de octubre de 2024.
| Club                     | Div.          | Temporada     | Liga  | Liga  | Liga   | Copas nacionales | Copas nacionales | Copas nacionales | Copas internacionales | Copas internacionales | Copas internacionales | Total | Total | Total  |
| Club                     | Div.          | Temporada     | Part. | Goles | Asist. | Part.            | Goles            | Asist.           | Part.                 | Goles                 | Asist.                | Part. | Goles | Asist. |
| ------------------------ | ------------- | ------------- | ----- | ----- | ------ | ---------------- | ---------------- | ---------------- | --------------------- | --------------------- | --------------------- | ----- | ----- | ------ |
| Jong Ajax · Países Bajos | 2.ª           | 2021-22       | 4     | 0     | 1      | —                | —                | —                | —                     | —                     | —                     | 4     | 0     | 1      |
| Jong Ajax · Países Bajos | 2.ª           | 2022-23       | 27    | 4     | 0      | —                | —                | —                | —                     | —                     | —                     | 27    | 4     | 0      |
| Jong Ajax · Países Bajos | 2.ª           | 2023-24       | 13    | 7     | 3      | —                | —                | —                | —                     | —                     | —                     | 13    | 7     | 3      |
| Jong Ajax · Países Bajos | Total club    | Total club    | 44    | 11    | 4      | 0                | 0                | 0                | 0                     | 0                     | 0                     | 44    | 11    | 4      |
| Girona F. C. · España    | 1.ª           | 2024-25       | 6     | 1     | 0      | 1                | 0                | 0                | —                     | —                     | —                     | 7     | 1     | 0      |
| Girona F. C. · España    | Total club    | Total club    | 6     | 1     | 0      | 1                | 0                | 0                | 0                     | 0                     | 0                     | 7     | 1     | 0      |
| Total carrera            | Total carrera | Total carrera | 50    | 12    | 4      | 1                | 0                | 0                | 0                     | 0                     | 0                     | 51    | 12    | 4      |